# Сборная Венгрии по пляжному футболу
Сборная Венгрии по пляжному футболу — национальная команда, которая представляет Венгрию на международных соревновательных дисциплинах по пляжному футболу. Управляется Венгерской футбольной федерацией.
По состоянию на июнь 2024 года Венгрия в мировом рейтинге пляжного футбола занимает 86 место.

## История
На международном уровне Венгрия дебютировала в 2004 году в рамках Евролиги. Команда стартовала в дивизионе «С», где в четвертьфинале обыграла Монако (12:1), а полуфинале Польшу (6:2). Решающая игра за право сыграть в суперфинале завершилась победой Украины над Венгрией со счётом 5:2.
В квалификации на чемпионат мира 2008 Венгрия дошла до 1/8 финала, проиграв там Чехии (1:4). В дальнейшем венгры принимали участие в шести отборочных кампаниях, но ни разу не выходили в финальную стадию мундиаля.
На Кубке Европы 2009 года в Риме Венгрия сумела выйти в полуфинал, но уступила Швейцарии (6:1). В утешительном матче за третье место команда уступила Португалии со счётом 7:5.
На Кубке наций 2012 года в Линце Венгрия финишировала третьей. В июне 2013 года венгры уступили в матче за третье место турнира Umag Beach Soccer Masters в Хорватии команде Таити (9:9 основное время и 1:2 по пенальти). Единственный раз на Мундиалито Венгрия была приглашена в 2014 году и стала тогда обладателем бронзовых наград.
По итогам 2014 года Венгрия добыла победу в дивизионе «Б» и получила право играть в сильнейшем дивизионе, обыграв в решающем матче Польшу (6:4). Выступление в сильнейшем дивизионе завершилось для команды вылетом по итогам первого же сезона.
На турнире в Шарм-эш-Шейх (Египет) в 2015 году Венгрия заняла предпоследнее пятое место. Венгрия была участником бакинских Европейских играх 2015 года, где заняла седьмое место. Накануне чемпионата мира 2015 года Венгрия провела два товарищеских матча против Бразилии в Будпеште, завершившиеся поражениями — 4:9 и 2:9. В августе 2015 года венгры участвовали в турнире в Эль-Джадиде (Марокко), где заняли второе место, пропустив вперёд хозяев.
Участником матча за третье место в рамках Кубка Европы во второй раз в своей истории Венгрия была в 2016 году. Тогда команде противостояла Россия, обыгравшая соперника с разгромным счётом 8:0. В мае 2016 года Венгрия выступила на Кубке РФС в Сочи, где финишировала с серебряными наградами.
Вернуться в дивизион «А» Евролиги Венгрия могла в 2016 году, но в промофинале она уступила Азербайджану (5:5 основное время и 3:4 по пенальти). На чемпионате Таиланда в феврале 2017 года Венгрия дошла до финала, где уступила Японии (3:6).
Последнее выступление в Евролиге венгры провели в 2019 году, заняв в промофинале пятое место.

## Статистика

### Квалификация на чемпионат мира
| Год   | Результат      | И              | В              | В+             | П              | ГЗ             | ГП             |
| ----- | -------------- | -------------- | -------------- | -------------- | -------------- | -------------- | -------------- |
| 2008  | 1/8 финала     | 4              | 2              | 0              | 2              | 11             | 12             |
| 2009  | групповой этап | 3              | 0              | 0              | 3              | 10             | 18             |
| 2011  | 1/4 финала     | 5              | 2              | 1              | 2              | 26             | 29             |
| 2013  | второй раунд   | 7              | 3              | 0              | 4              | 22             | 27             |
| 2015  | 7 место        | 8              | 3              | 1              | 4              | 36             | 30             |
| 2017  | 15 место       | 8              | 1              | 2              | 5              | 27             | 41             |
| 2019  | 2 раунд        | 4              | 1              | 1              | 2              | 9              | 11             |
| 2021  | не участвовала | не участвовала | не участвовала | не участвовала | не участвовала | не участвовала | не участвовала |
| 2023  | не участвовала | не участвовала | не участвовала | не участвовала | не участвовала | не участвовала | не участвовала |
| Всего | 7/9            | 39             | 12             | 5              | 22             | 141            | 168            |